# Fiopáns
Fiopáns (llamada oficialmente San Pedro de Fiopáns) es una parroquia y aldea española del municipio de La Baña, en la provincia de La Coruña, Galicia.

## Entidades de población
Entidades de población que forman parte de la parroquia:
- Alde (O Alde)
- Estivadiña (Estibadiña)
- Fiopáns
- Troitomil
- Vilar de Suso
- Agrocovo
- Peisais
- San Pedro

## Demografía

### Parroquia
| Gráfica de evolución demográfica de Fiopáns (parroquia) entre 2000 y 2018 |
|                                                                           |
| Datos según el nomenclátor publicado por el INE.                          |

### Aldea
| Gráfica de evolución demográfica de Fiopáns (aldea) entre 2000 y 2018 |
|                                                                       |
| Datos según el nomenclátor publicado por el INE.                      |